# Кольонія-Пенцлавська
Кольонія-Пенцлавська (пол. Kolonia Pęcławska) — село в Польщі, у гміні Боґорія Сташовського повіту Свентокшиського воєводства.
Населення — 140 осіб (2011).
У 1975-1998 роках село належало до Тарнобжезького воєводства.

## Демографія
Демографічна структура на день 31 березня 2011 року:
|          | Загалом | Допрацездатний вік | Працездатний вік | Постпрацездатний вік |
| -------- | ------- | ------------------ | ---------------- | -------------------- |
| Чоловіки | 72      | 17                 | 48               | 7                    |
| Жінки    | 68      | 13                 | 40               | 15                   |
| Разом    | 140     | 30                 | 88               | 22                   |